# Banshee
A banshee (/ˈbænʃiː/) vagy Bean Si egy természetfeletti lény vagy női szellem az ír és más kelta folklórban, akinek az éjjeli siránkozása vagy sikolya olyan család egyik tagjának a halálát jósolja meg, amely hallotta a szellemet.
Eredetileg (a kereszténység előtt) a terület és a törzs védőistennője volt, a kereszténység megjelenése után a tündérek királynőjeként értelmezték.
A legenda szerint minden régi klánhoz tartozik egy banshee, aki a család tagjaiért jajong. Ha közember hallja, nem kell tartania tőle. 
Általában az ősi lakhely közelében hallani sikolyait, s ezek jelzik a családtag halálának milyenségét is: ha a jajgatás hangos, akkor a halál erőszakos; ha halk, akkor békés.

## Etimológia
A más nyelvekbe átkerült banshee szó a kelta Bean Sídhe szóösszetételből ered, melynek jelentése tündérasszony, szellemasszony.

## Megjelenése a populáris kultúrában
- A Bűbájos boszorkák 3. évadának 21. epizódjának címe A banshee, melyben Phoebe válik banshee-vé.
- A Mission Impossible (magyarul Szupercsoport) 2. évadának 9. résznének címe Banshee.
- A Teen Wolf című sorozatban Holland Roden alakítja Lydia Martint, aki banshee-vé válik.
- Az X-men képregényekben egy karakter álneve.
- A Cassie diaries című könyvsorozatban Cassie válik banshee-vé.
- Sylvanas Windrunner, Warcraft-beli szereplő, tündéből lett banshee-vé, miután Arthas Menethil elátkozta.
- A  farkas mese című ifjúsági kalandregényben  a Moon Rokers Nevű rockbanda/banshee vadász csapat legfőbb ellensége, Banedict a  banshee nagyasszony, aki egy női lélek akit egy vámpír változtatott banshee-vé.
- Christopher Moore - Lestrapált lelkek című könyvében egy szeretetreméltó karakter
- A Halo franchise ikonikus hajója, melyet a Covenant használt.
- A Legacies - A sötétség öröksége 3. évad 10. részében feltűnő szörny.
- Harry Potter és az Azkabani Fogoly - Seamus Finnigan mumusaként is egy sikítószellem, avagy banshee jelenik meg.